# Zoo du Minnesota
Le zoo du Minnesota (anciennement « parc zoologique du Minnesota ») est un parc zoologique situé à Apple Valley, Minnesota, États-Unis. Il est inauguré le 22 mai 1978. La superficie du zoo est de 196 ha. Il compte actuellement près de 4 509 animaux, représentant 505 espèces du monde entier. Ces animaux vivent tous dans des habitats conçus pour imiter leurs habitats naturels. Le zoo est l'un des deux zoos soutenus par l'État aux États-Unis, avec le zoo de Caroline du Nord. Il accueille environ 1,3 million de visiteurs par an.
Lors de son ouverture à la fin des années 1970, le zoo est l'un des pionniers en matière d'exposition d'animaux. De cette manière, les enclos spacieux ont été calqués sur les conditions de vie naturelles, au lieu des petites cages souvent critiquées.
Le zoo du Minnesota est géré par l'État du Minnesota. Le zoo est membre de l'Association des zoos et aquariums (AZA) et participe à ses plans de survie des espèces, un programme de conservation et d'élevage avec lequel l'organisation tente de sauver les espèces menacées de l'extinction. Le zoo est également membre de l'Association mondiale des zoos et aquariums (WAZA). Dans le passé, le zoo exploitait un monorail, avec lequel des visites autour du terrain étaient possibles. Le même itinéraire rouvre ses portes en tant que sentier pédestre en 2023.

## Des expositions
Le zoo est divisé en différentes sections dans lesquelles les animaux sont classés en fonction de leur habitat :
- Minnesota Trail comprend de nombreuses espèces animales originaires du Minnesota, comme les ratons laveurs, les loups et les coyotes ;
- Northern Trail présente des espèces animales provenant des régions situées au nord du 45e parallèle. Les espèces animales bien connues ici comprennent les tigres de Sibérie, en voie de disparition, les loups du Mexique et les rennes ;
- Tropics Trail comprend une maison dans laquelle le paysage des latitudes tropicales est recréé et les espèces animales indigènes y sont conservées ;
- Russia's Grizzly Coast est une exposition mi-intérieure, mi-extérieure présentant des animaux de l'Extrême-Orient russe et de la péninsule du Kamtchatka ;
- Discovery Bay contient plusieurs aquariums avec un total de plus de 4,1 millions de litres d'eau, qui contiennent, par exemple, des requins, des raies et des étoiles de mer. La section comprend également un delphinarium de 800 places où différents spectacles ont lieu chaque jour ;
- Wells Fargo Family Farm est un zoo familial destiné aux enfants.